# Komkovita
La komkovita és un mineral de la classe dels silicats. Rep el nom en honor del mineralogista i cristal·lògraf Aleksandr Ivanovich Komkov (Александра Ивановича Комкова) (1926-1987).

## Característiques
La komkovita és un silicat de fórmula química BaZrSi₃O₉(H₂O)₃. Va ser aprovada com a espècie vàlida per l'Associació Mineralògica Internacional l'any 1990. Cristal·litza en el sistema trigonal. La seva duresa a l'escala de Mohs es troba entre 3 i 4.
Segons la classificació de Nickel-Strunz, la komkovita pertany a «09.DM - Inosilicats amb 6 cadenes senzilles periòdiques» juntament amb els següents minerals: stokesita, calciohilairita, hilairita, sazykinaïta-(Y), pyatenkoïta-(Y), gaidonnayita, georgechaoïta, chkalovita, vlasovita, revdita, scheuchzerita i terskita.

## Formació i jaciments
Va ser descoberta al massís alcalí-ultrabàsic de Vuoriyarvi, situat a l'óblast de Múrmansk, dins el Districte Federal del Nord-oest, a Rússia. Es tracta de l'únic indret de tot el planeta on ha estat descrita aquesta espècie mineral.